# 反創価学会キャンペーン
反創価学会キャンペーン（はんそうかがっかいキャンペーン）とは、1993年（平成5年）から1998年（平成10年）にかけて、自由民主党系団体である四月会によって行われていた、創価学会に対するネガティブ・キャンペーンである。

## 経緯
1991年（平成3年）に発覚した東京佐川急便事件に端を発したヤミ献金疑惑により当時自民党内の最大派閥の経世会（竹下派）会長の金丸信（自民党副総裁）が議員辞職に追い込まれる。その後金丸の後継争いで自民党の経世会（竹下派）は分裂、経世会（竹下派）や自民党を離脱した小沢一郎・鳩山由紀夫らを中心に新党が結成されて政界再編の動きが起きると一部マスコミがこれに呼応し、椿事件などの自民党に批判的な内容の偏向報道が起こる。その後行われた1993年（平成5年）の第40回衆議院総選挙で非自民・非共産系の野党が勝利し、細川護熙を内閣総理大臣とする細川内閣（非自民・非共産連立政権）や羽田内閣（非自民・非共産連立政権）が成立し、自民党が一時的に野党になると、自民党は政権奪還のため細川政権や羽田内閣への攻勢を模索する。その中で連立政権の中枢である公明党と密接な関係があり多くの組織票を持つ創価学会に対する批判を強めた。特に自民党の機関誌「自由新報」を使い、創価学会へのネガティブ・キャンペーンを繰り広げた。

### 四月会の設立
まず手始めに自民党は細川内閣樹立の前日に行われた創価学会の本部幹部会で池田大作（名誉会長）が「（公明党が）大臣ポストを4つ得た」という内容を話したことに着目、国会で「なぜ池田大作は内閣成立前に公明党が大臣ポストを得たことを知っていたのか？」という疑問を当時、自民党の広報本部長だった亀井静香（衆議院議員、元運輸大臣）が国会の衆議院予算委員会で代表質問した。また、自民党の機関紙『自由新報』で『公明党と創価学会は政教一致である』という公明党や創価学会への批判を繰り返した。
その後、自民党は創価学会を脱会した元創価学会幹部数名と接触し、創価学会の活動実態を聞き出すと1994年（平成6年）2月に自民党内の勉強会の「憲法20条を考える会」を設立する。また同年5月には四月会（正式名称：信教と精神性の尊厳と自由を確立する各界懇話会）を設立する。創価学会に批判的な宗教団体や有識者を集め活動をスタートさせた。

一方、同年4月8日には細川護熙首相が辞意を表明、同月25日の閣議で細川内閣は総辞職した。同日、新生党党首の羽田孜を国会で首班指名したが、翌日には社会党が連立政権を離脱を表明、成立した羽田内閣は少数与党となり約2か月で退陣に追い込まれた。同年6月30日、自民党は長年の政敵だった社会党と手を組み自社さ連立政権（村山内閣）を樹立させる。

### 四月会による反創価学会キャンペーンの展開
1994年（平成6年）12月に新進党の誕生とともに公明党も新進党に合流する。旧公明党は新進党の一派閥になった。自社さ連立政権（村山内閣）は、1995年（平成7年）の阪神・淡路大震災やオウム真理教事件での対応の遅れからマスコミからの批判を招き、また、長年の政敵であった自民党と社会党が手を組んだことによる国民の批判、政治不信が増大し、1995年（平成7年）の4月に行われた東京都と大阪府の知事選挙では無党派層の風が吹き、東京では青島幸男が、大阪でも横山ノックが既成政党が相乗りで支援した候補を破って当選したことに与党は大きなショックを受けた。また、1995年（平成7年）7月の第17回参議院選挙でも自民党は票が伸び悩み、特に比例区では創価学会の選挙支援を受けた新進党の得票数が自民党を上回った。創価学会の組織票の強さに危機感を持った自民党は新進党と創価学会にターゲットを絞った「シリーズ新進党＝創価学会ウオッチング」を自民党の機関紙『自由新報』に掲載。反創価学会キャンペーンを展開した。
主な内容
- 朝木明代市議転落死事件（東村山市）と創価学会との関係[3]
- 衆議院選挙前に「新進党＝創価学会」と書かれたビラを一部有権者宅に配布[4]
- 池田大作名誉会長にレイプされたと訴える元創価学会の幹部の登場

- 池田名誉会長が創価学会の金をパナマで運用し、マヌエル・ノリエガ将軍の麻薬取引の資金繰りにも使わせていたとする記事を掲載[5]

なども取り上げられた。
こうした「反創価学会キャンペーン」を巧みに利用した自民党が1996年（平成8年）の第41回衆議院総選挙に勝利した。一方、連立与党だった社会民主党（旧社会党）と新進党は惨敗した。このうち、新進党では小沢一郎（党首）の強引な政治手法に反発した旧公明党支持母体の創価学会が一部の選挙区で自民党候補者に投票して分裂選挙の様相を呈した末の敗北だった。
その後、小沢一郎の強引な政治手法に端を発した新進党の党内対立が激化し、加藤紘一（自民党幹事長）ら自民党執行部による引き抜きに呼応した新進党の一部の議員が自民党に移籍するなどして新進党は弱体化し、1997年（平成9年）12月に新進党は分裂し解散した。

### 自民党の方針転換と反創価学会キャンペーンの終息
1998年（平成10年）の第18回参議院選挙で自民党と社民党が敗北すると、自民党執行部は参議院選後に社民党が連立政権から離脱する可能性を想定し、参議院での自民党の過半数割れを防ぐために、当時、参議院で30議席以上を有していた公明党に着目し、それまでの対立関係から関係修復に「方針転換」させる。まずは、創価学会側と人脈的に繋がりのあった自民党の経世会（竹下派）を通じて創価学会や公明党に接近して、自民党は創価学会側の要求を受け入れ「シリーズ新進党＝創価学会ウオッチング」の連載を事実上中止した。同じく、自民党の機関紙『自由新報』に掲載した、創価学会の池田大作名誉会長のレイプ疑惑については事実無根のデマだったとして、自民党総裁の橋本龍太郎（内閣総理大臣）らの自民党執行部が創価学会側に公式に謝罪して反創価学会キャンペーンは終息した。
自民党は公明党との「自公連立政権」の成立に向けた協議を進めて、1999年（平成11年）10月に自民党と自由党との連立政権に公明党も参加して「自自公連立政権」が成立する。
2001年（平成13年）に自民党系の「四月会」は解散した。